# Tintenpalast
El Tintenpalast (en alemán, "Palacio de la Tinta") es la sede de una de las dos cámaras del poder legislativo de Namibia, la Asamblea Nacional. Se halla en la capital del país, Windhoek. Otro edificio al este alberga la otra cámara, el Consejo Nacional.
El Tintenpalast, al norte de la Avenida Robert Mugabe, fue diseñado por el arquitecto alemán Gottlieb Redecker y construido por la empresa Sander & Kock entre 1912 y 1913 con materiales regionales. Originalmente fue un edificio administrativo del gobierno alemán, porque Namibia era una colonia alemana en esta época. Fue denominado "Tintenpalast" o Palacio de la Tinta en alusión a la gran cantidad de tinta empleada por la burocracia en el edificio. Está rodeado por los Jardines del Parlamento, muy populares entre los habitantes de Windhoek.

## Galería

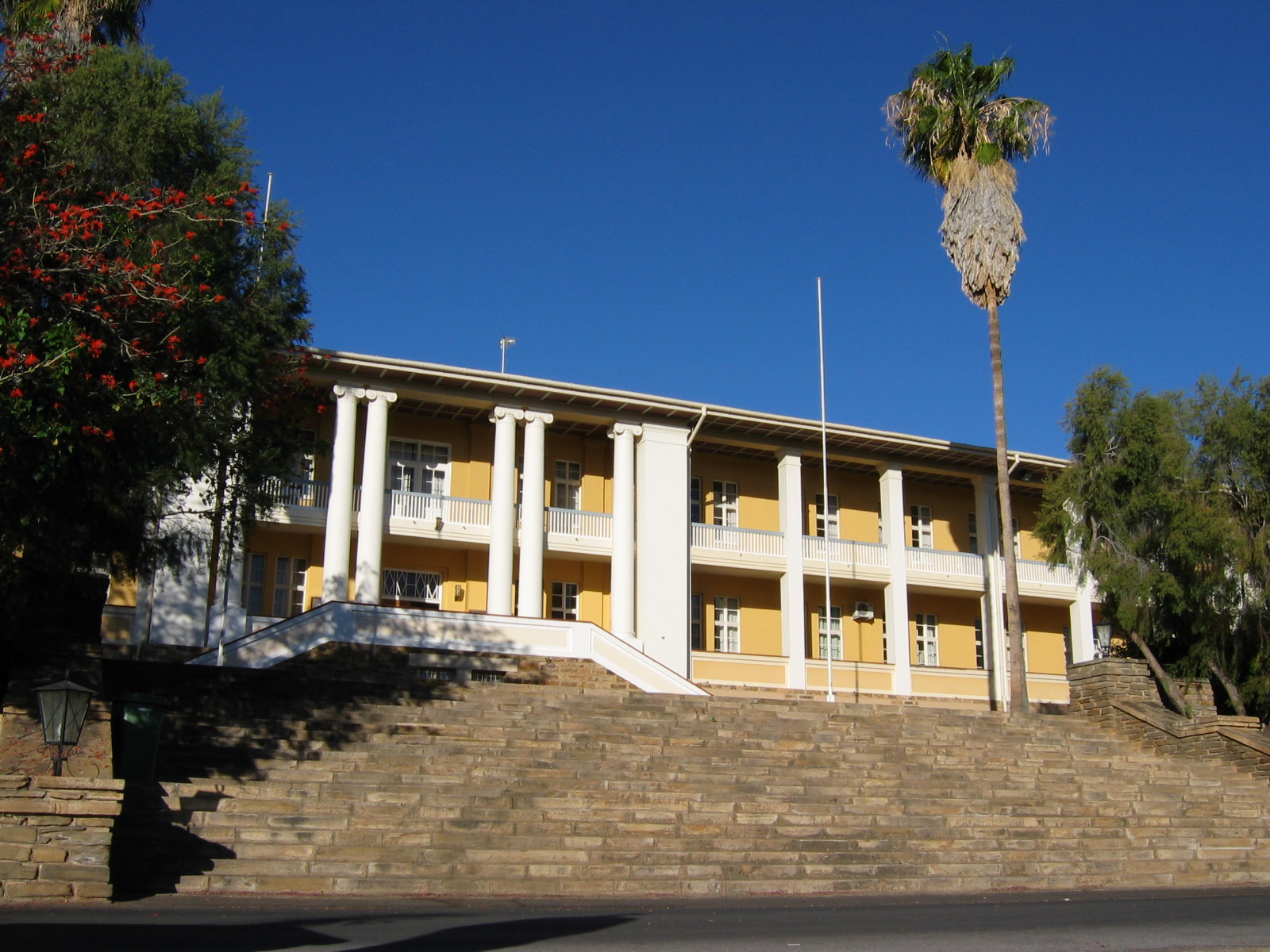
El "Tintenpalast" en Windhoek
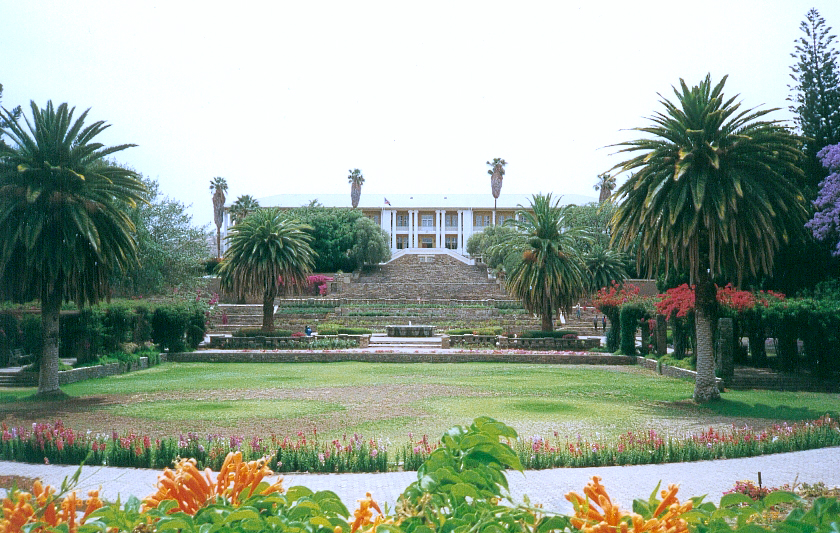
El "Tintenpalast" con los Jardines del Parlamento